# Okelousa
Els Okelousa són un poble amerindi que té el seu país d'origen al sud dels Estats Units al marge dret del riu Mississipi (Louisiana i Mississipi). El nom és pres de la paraula choctaw per a "aigua negra". Antigament potser foren una tribu poderosa. La seva població en 1541 ascendia a uns 10.000 individus en més de 90 llogarets, províncies que van ser habitades pels caluca, que és probablement és una forma curta d'Okelousa. El seu nombre serà va disminuir posteriorment, probablement per les guerres. Nicolas de la Salle va escriure el 1682 que juntament amb els houma van destruir una tercera tribu, però que seu nombre ja era reduït a uns centenars. La pèrdua de població els obligà a unir-se a les tribus chawasha i washa del sud del pantà de Louisiana, segons va informar el comerciant, explorador i soldat francès Jean-Baptiste Benard de La Harpe (1683- 1765). Finalment, a principis del segle xix, la seva població es va reduir a 100, i les restes s'uniren als seus antics aliats Houma. Els descendents podrien trobar-se entre els indis houma del baix Mississipi. Lingüística van pertànyer a la família de llengües muskogi.